# باص سريع التردد

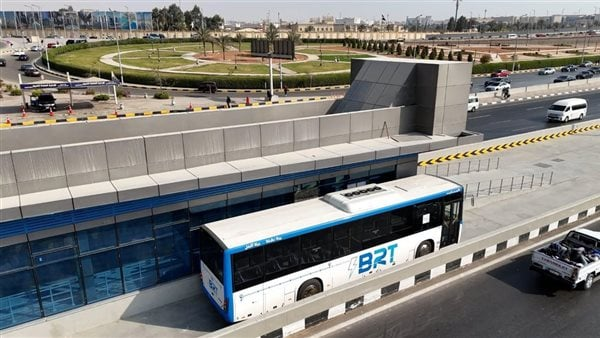
الاتوبيس الترددي السريع BRT مصري الصنع في محطة أكاديمية الشرطة على الطريق الدائري للقاهرة.

نظام النقل الداخلي السريع بالحافلات (بالإنجليزية: Bus Rapid Transit، اختصارًا: BRT) هو نظام نقل عام مرن ومتكامل يوفّر خدمة سريعة وآمنة، حيث يعتمد على حافلات ذات سعة كبيرة تسير على مسارب مخصّصة في حوزة خاصة بها، وتقدم مستوى عال من الخدمات، إذ تسير بترددات تصل إلى دقائق معدودة، كما يشمل النظام أيضاً محطات حديثة متكاملة. وهو نظام قائم على النقل الجماعي، يتم تصميمه بشكل خاص، وبخدمات وبنية تحتية محددة لتزويد المدن بنظام كفؤ وللتخلص من حالات التأخير للحافلات.
يُطلق على هذا النظام أحيانا اسم (Surface subway)، حيث يهدف إلى الجمع بين سعة وسرعة القطارات الخفيفة أو نظام المترو، مع مرونة وسعر وبساطة نظام الحافلات.

## تاريخ

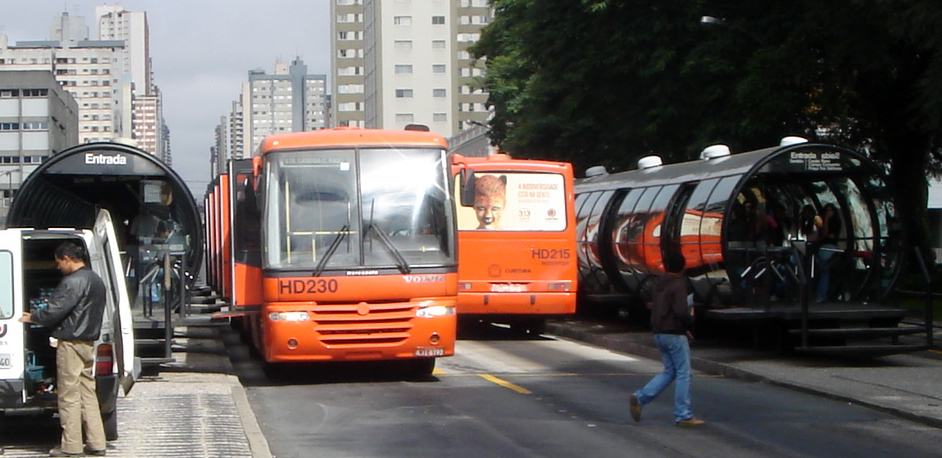
أول حافلة سريعة التردد بالعالم اُستخدمَت في مدينة كوريتيبا، البرازيل عام 1974.

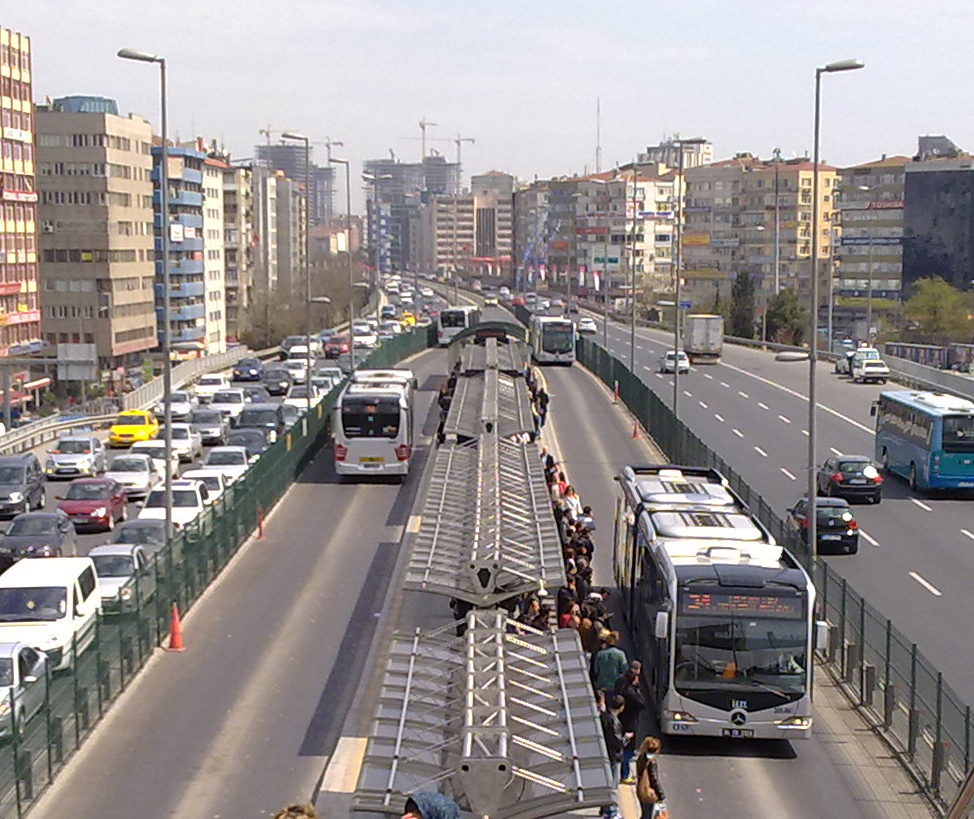
الحافلة سريعة التردد في إسطنبول، تركيا.

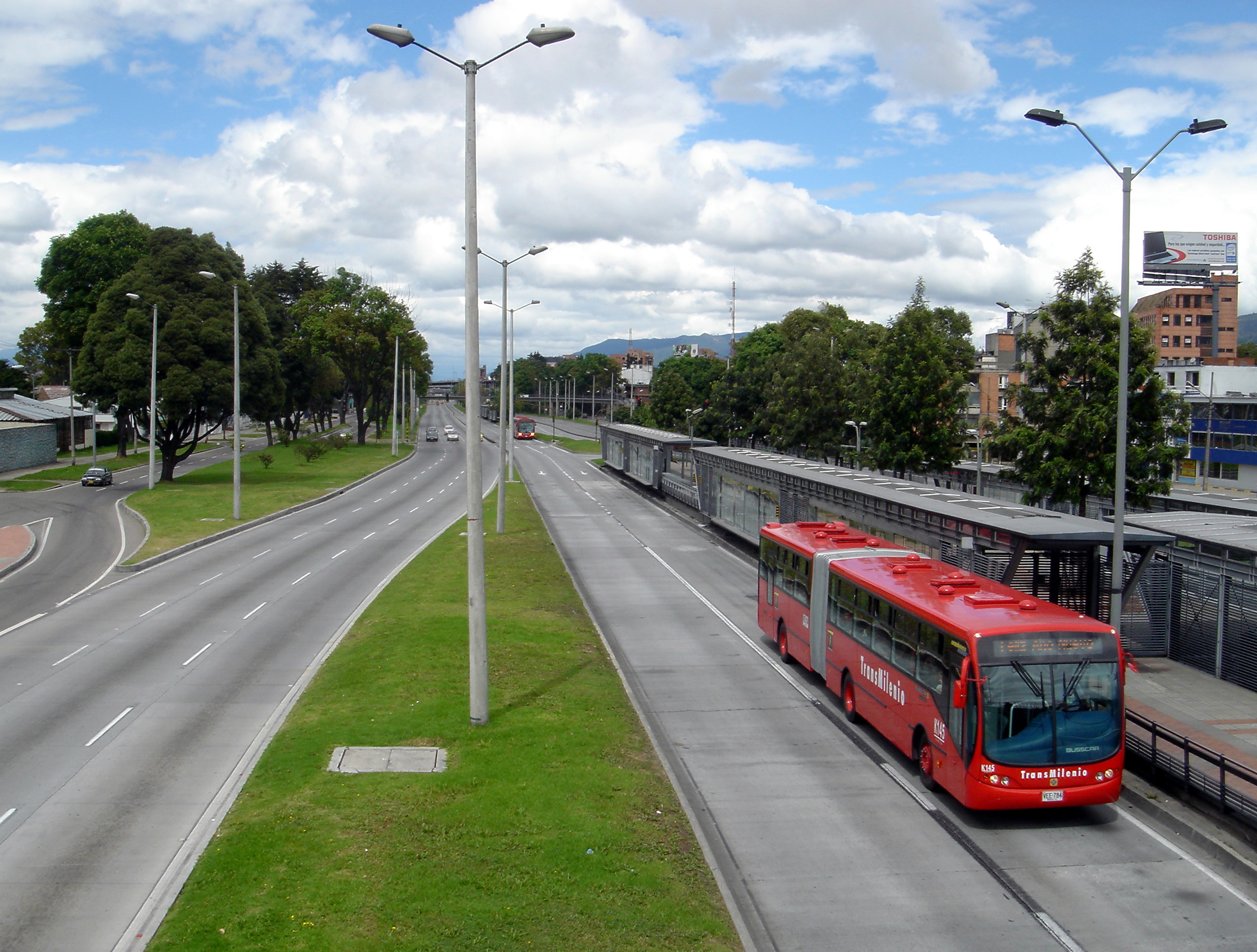
الحافلة السريعة في بوغوتا، كولومبيا عام 2010.

كان أول استخدام لنظام الحافلة سريعة التردد بالعالم في مدينة كوريتيبا، البرازيل عام 1974. كما أن معظم العناصر التي تأسست مع نظام النقل هذا كان قد اقترحها عمدة هذه المدينة جيمي ليرنير. وكان مبدأياً أن يتم تخصيص مسالك معينة ضمن الطرق الرئيسية في المدينة، إلى أن تم إضافة الملحقات الأخرى ونقاط الاتصال للنظام. وقد تم في عام 1992 تخصيص محطات معينة، ومنصات انطلاق خاصة بالحافلة سريعة التردد. وقد تم إضافة اختراعات جديدة له في مدن أخرى، حيث تم أدخال ممرات عبور المشاة في ساوباولو على سبيل المثال.
قامت وزارة النقل المصرية بتشغيل منظومة الأتوبيس الكهربائي الترددي BRT، والذى يعمل لأول مرة في مصر، وتم تشغيل المرحلة الأولى منه بواقع ٣٥ كم علي الطريق الدائري في ١ يونيو ٢٠٢٥، ويبلغ طول الخط الأول 110 كيلومترات كأحد أطول المسارات عالمياً، وقد تم تصنيع الأتوبيس محليًا بالمصانع المصرية وبمكونات محلية، ضمن خطط الدولة لتوطين الصناعة، ويعمل الأتوبيس بالطاقة الكهربائية للحفاظ على البيئة وهو من الطراز المصري سيتي II وهو العامل كذلك بشبكة خطوط هيئة النقل العام بالقاهرة الكبرى مع اختلافات في تصميم الأبواب والمقاعد. وتعمل الوزارة المصرية جاهدة على تشجيع المواطنين لتقليل استخدام السيارات الخاصة من خلال انشاء عدة ساحات انتظار للسيارات أسفل كل محطة للاتوبيس الترددى، لاستهداف إستخدام وسيلة نقل ركاب تلك المتميزة والصديقة للبيئة.  

## وصلات خارجية
- معايير الحافلة سريعة التردد لسنة 2013 - معهد النقل وسياسة التطوير
- دليل تخطيط النقل عبر الحافلة سريعة التردد لعام 2007
- الحافلة سريعة التردد، مجلد 1: دراسة حالات عن الحافلة سريعة التردد - لجنة أبحاث النقل
- الحافلة سريعة التردد، مجلد 2: دليل خطوات التفيذ - لجنة أبحاث النقل
- تقنيات الحافلة سريعة التردد - جامعة مينيسوتا، مركز دراسات النقل، قسم الهندسة الميكانيكية